# كليفتون أندرسون
كليفتون أندرسون (بالإنجليزية: Clifton Anderson)‏ هو عازف جاز أمريكي، ولد في 5 أكتوبر 1957 في هارلم في الولايات المتحدة.

## وصلات خارجية
- كليفتون أندرسون على موقع أرشيف الشارخ.
- كليفتون أندرسون على موقع ميوزك برينز (الإنجليزية)
- كليفتون أندرسون على موقع ديسكوغز (الإنجليزية)